# ایستوچنی
ایستوچنی (به لاتین: Istochny) یک منطقهٔ مسکونی در روسیه است که در استان آمور واقع شده‌است.